# Церква Преображення Господнього (Желєзнодорожний)
Храм Преображення Господнього розташований у мікрорайоні Савино міста Желєзнодорожний Московської області Російської Федерації. Він належить до Балашихінського благочиння, Московської єпархії Російської православної церкви.

## Історія
За переказом у XIV столітті на пагорбі поблизу села Савино стояв невеликий монастир який монах Сава вирішив закріпити пустинне місце, за своєю обителью — він отримав від князя Дмитра Донського ділянку, на якій звів монастир.
Перша згадка про церкву Преображення Господнього в Савино датується 1623 роком, як таку, що прийшла в запустіння. Церкву вдалось відродити у 1665 році, а вже у 1681 році власником села став фаворит царівни Софії Василь Голіцин. Однак вже невдовзі село змінило власника, хоча у 1772 році повернулось у власність сина опального князя — Олексія Голіцина. Церква буда дерев'яною, отож стояла недовго — у 1777 році було збудовано третій за ліком храм богослужіння в якому тривали до 1880 року, аж поки її не замінили кам'яною, яку заклали у 1870 році. Будівництво тривало 42 роки. Храм неодноразово перебудовувався і свій остаточний вигляд набув на початку ХХ століття.
У радянські часи Преображенська церква у Савино розділила долю багатьох храмів: у 1921 році тут відбулось вилучення церковних цінностей, деякий час богослужіння не проводились. У період духовного відродження при церкві збудовано нову недільну школу для дорослих та дітей, працюють гуртки, відкрита бібліотека духовної літератури.

## Іконостас

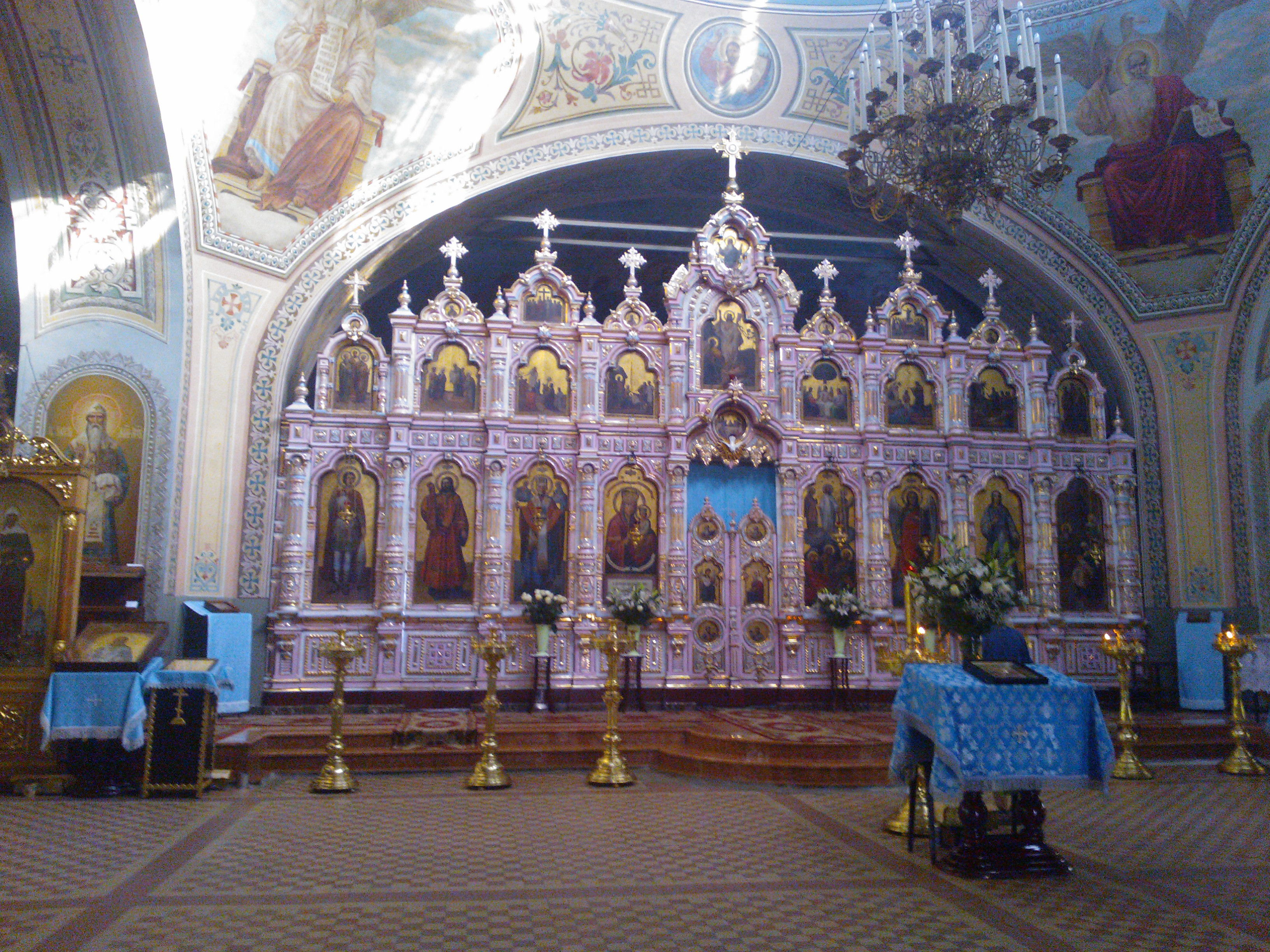
Порцеляновий іконостас

Головною прикрасою храму є порцеляновий іконостас виготовлений на Тверській фабриці товариства М. С. Кузнецова (нині — Конаковський фаянсовий завод). Всього в храмі три іконостаса: центральний та два бічних. Справа в ім'я Преподобного Сергія Радонезького, зліва — Преподобного Серафима Саровського. Висота 6 метрів, ширина центрального — 12 метрів, бічних по 5 метрів. Іконостас церкви у Савино виконаний з окремих блоків біло-рожевих та лазурних тонів прикрашених позолотою. Іконостас складається з трьох ярусів в яких знаходяться тридцять три ікони.